# Vito Antonio Conversi

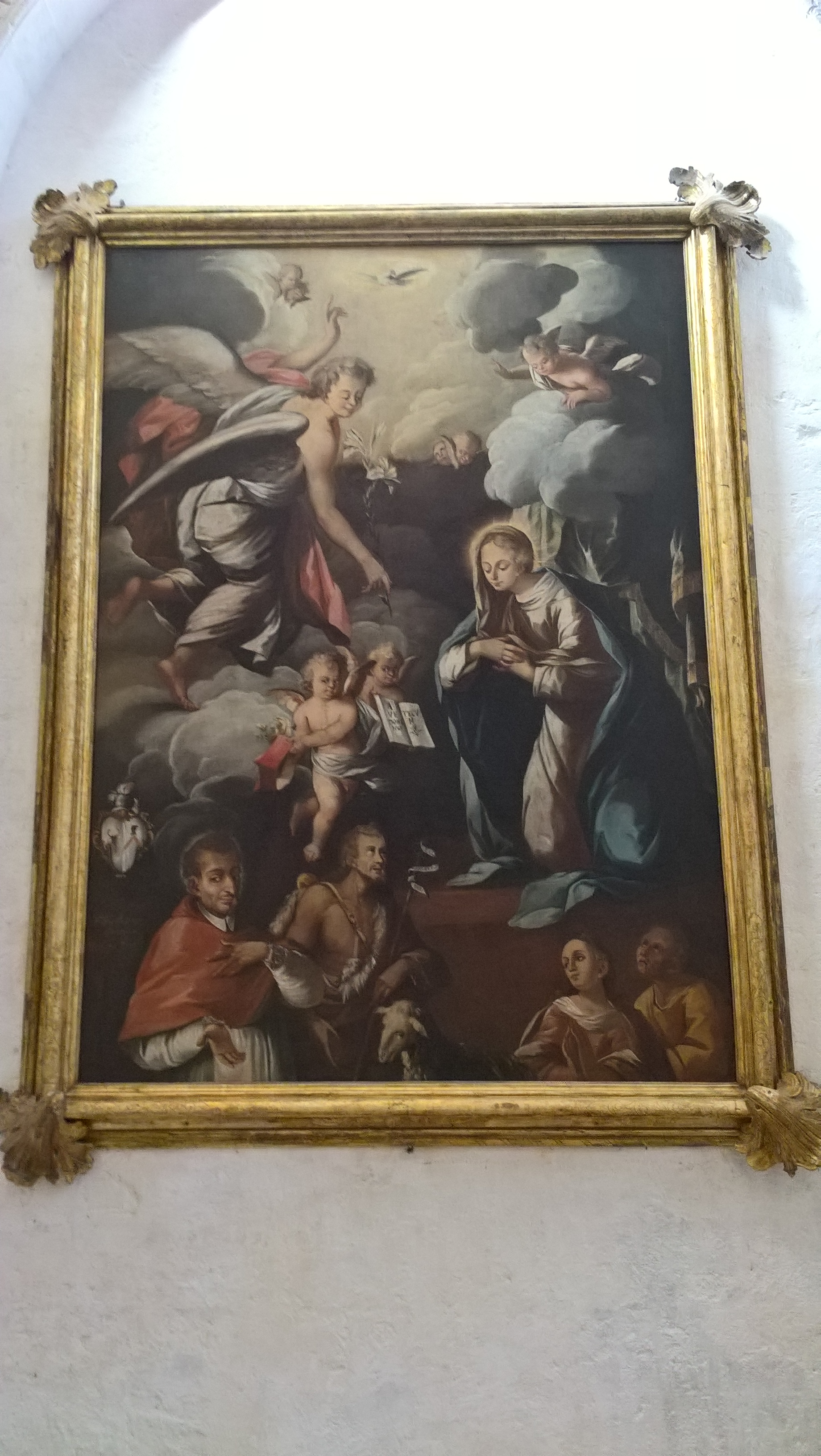
Chiesa Santa Maria del Rosario a Ginosa; SS. Annunziata con San Carlo Borromeo, San Giovanni Battista e coniugi committenti, olio su tela - fine del secolo XVII

Vito Antonio Conversi (Matera, 5 ottobre 1712 – Matera, 10 aprile 1756) è stato un pittore italiano.

## Biografia
Vito Antonio Conversi è considerato il più alto rappresentante del barocco defilato materano, ebbe la sua bottega nella piazza maggiore (oggi piazza del sedile) di Matera, Vit'Antonio Conversi della Città di Matera, Pittore, d'anni 41 e continuando sulla residenza in Casa d'affitto del Venerabile Monistero di Santa Lucia….Tiene in affitto: una bottega, per uso della sua arte, del Venerabile Convento di San Francesco, nella Contrada di Santa Sofia, confina circum circa con le Botteghe delli Signori Gattini…, di scuola napoletana dipinse prevalentemente opere di carattere religioso ma si conoscono di lui anche due sue opere di carattere laico. Operò prevalentemente nella città di Matera ma alcune sue opere si travano anche nel circondario. Quale esimio artigiano dell'epoca, fu chiamato anche a realizzare i carri in cartapesta per la festa della Madonna della Bruna di Matera.
Conosciuto anche come Vitantonio, la città di Matera gli dedica una strada.

## Opere
Esegue a Matera, nella chiesa di S. Domenico le tele con Annunciazione, S. Giacinto entrambe datate 1753, la Madonna del Rosario e i Misteri del 1751; nella chiesa di S. Giovanni la Madonna con Bambino e Santi; nella chiesa di S. Agostino un'Immacolata; nella chiesa di S. Francesco d'Assisi le specchiature del pulpito; nella chiesa di S. Francesco da Paola il corpo di S. Francesco bruciato dagli Ugonotti, firmato e datato 1758; nella chiesa del Purgatorio la Madonna con Bambino, S. Ignazio e le anime purganti; in S. Pietro Caveoso la Predica di S.Antonio ai pesci e le Stimmate di S. Francesco; nel Duomo il polittico con Porziuncola, Madonna che presenta S. Domenico al Cristo, S. Orsola, Maddalena e SS. Vescovi; nell'Episcopio due telette con Angeli; nel palazzo Pascarelli due teleri a tema classico. A Miglionico nel circondario di Matera; dipinge un'Annunciazione nella Parrocchiale e un'Immacolata nella chiesa del Crocifisso e a Montescaglioso sempre nel circondario di Matera; lascia nella chiesa dei Cappuccini quattro ovati: S. Michele, S. Giuseppe, Sacra Famiglia, S. Vescovo ed infine a Ginosa in territorio pugliese si ricorda l'Annunciazione nella Chiesa Matrice di S. Martino Vescovo.